# Wilhelm Klingenberg
Wilhelm Otto Emil Klingenberg senior (21. června 1850 Görlitz – 30. dubna 1910 Görlitz) byl německý architekt a městský architekt působící v Rakousku (včetně Čech).

## Život
Wilhelm Klingenberg byl syn pruského královského ředitele hudby Wilhelma Karla Heinricha Klingenberga. Studoval v letech 1875 až 1877 na Akademii výtvarných umění ve Vídni u Theophila von Hansen. Poté působil jako asistent u Friedricha von Schmidt. V roce 1882 se stal koncesovaným stavitelem a začal působit ve Vídni, v Dolních Rakousích a v Čechách. Pracoval za asistence stavitelů Ludwiga Schwanberga a Matthäuse Bohdala, za jejichž stavitelskou činnost v letech 1890–1896 přebíral zodpovědnost. Byl členem vícero stavitelských a architektonických spolků, v rámci Hansen-Klubu (členem od roku 1903) navštívil studijně Řecko.
Roku 1883 se oženil s Marií, roz. Valduga. Měli tři děti, nejstarší syn Wilhelm Alfred Clemens (1884–1954) se stal stavitelem.

## Dílo
(výběr)

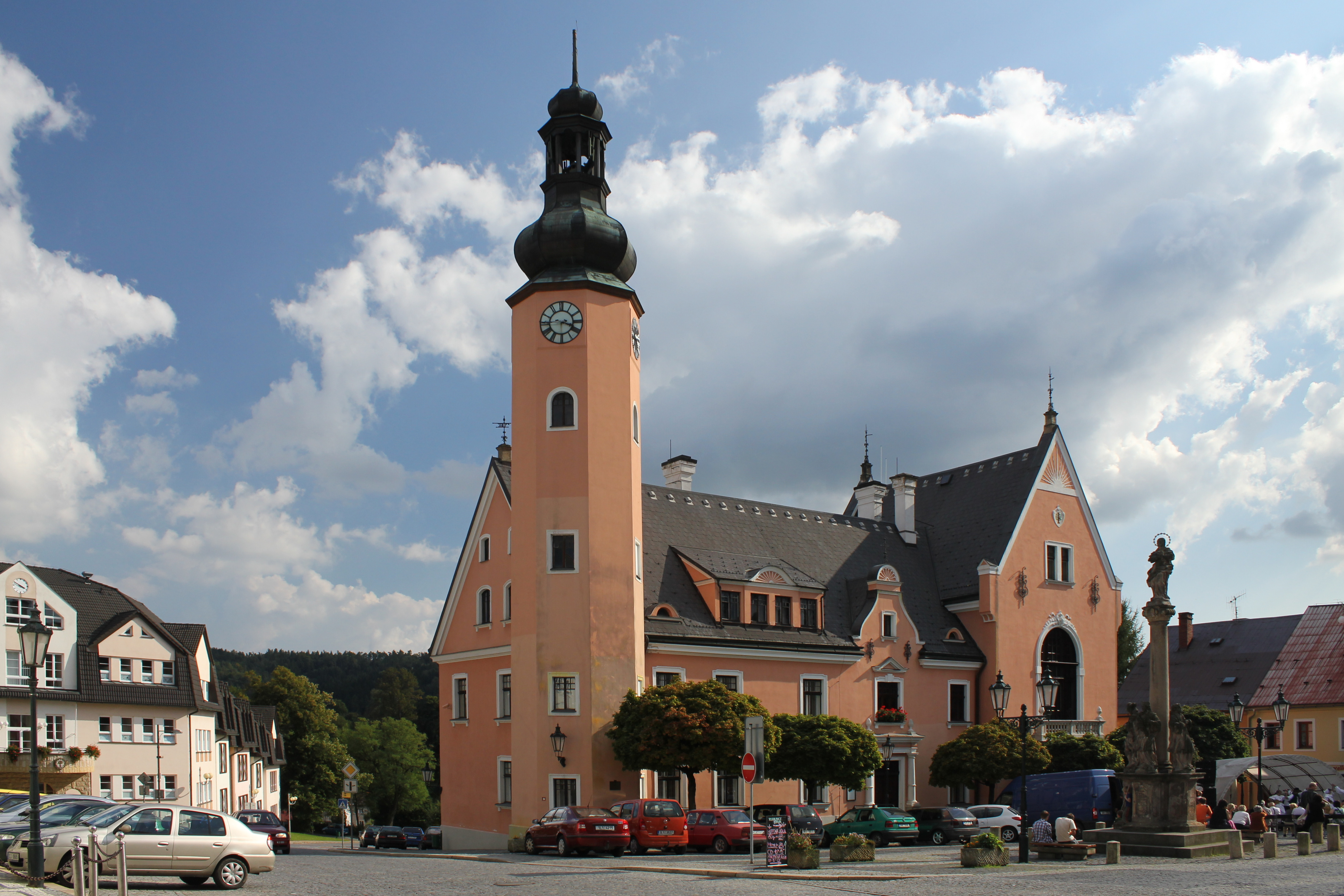
Radnice v Českém Dubu po přestavbě Wilhelma Klingenberga

- Obytný dům, Marc-Aurel-Straße 10–12, Wien 1 (1886)
- Přestavba a nová stavba Sanatorium Rosenthal, Auhofstraße 189, Wien 13 (1888)
- Tělocvična pro Deutscher Turnverein, Český Dub (1890)
- Obytný a obchodní dům, Wipplingerstraße 16, Wien 1 (1892)
- Továrna na cukrovinky Heller, Belgradplatz 3–5, Wien 1 (1898–1900)
- Továrna na čokoládu Victor Schmidt & Söhne, Geiselbergstraße 26–32, Wien 11 (1905)
- Přestavba radnice, Český Dub (1905)
- Fasáda radnice, Hodkovice nad Mohelkou (1905)